# Zbrodnie w Kutach nad Czeremoszem
Zbrodnie w Kutach nad Czeremoszem – zbrodnie popełniane przez nacjonalistów ukraińskich w marcu i kwietniu 1944 roku na ludności polskiej i ormiańskiej w miasteczku Kuty położonym w powiecie kosowskim województwa stanisławowskiego II RP. W zbrodniach tych zginęło około 200 Polaków i Ormian. Kulminacja mordów nastąpiła w dniach 19-21 kwietnia 1944 r.

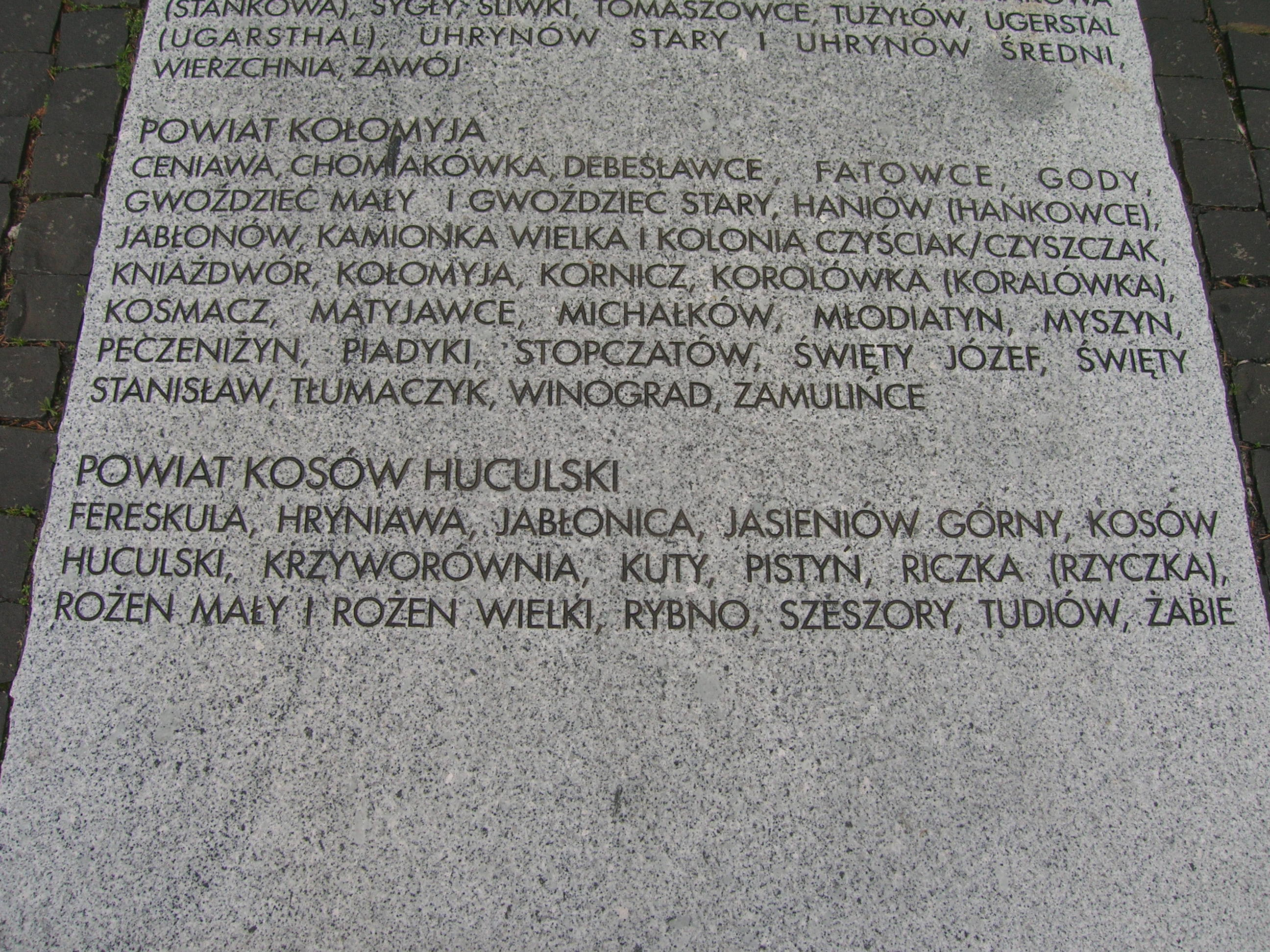
Tablica Pomnika ofiar zbrodni dokonanej na obywatelach polskich przez OUN-UPA wymieniająca Kuty

W nocy z 19 na 20 marca 1944 r. załoga niemiecka ewakuowała się z miasteczka. Od tego momentu do 21 kwietnia 1944 r. (zajęcie Kut przez Armię Czerwoną) datują się pogromy dokonywane przez banderowców na polskich i ormiańskich mieszkańcach miasteczka.
Mordy odbywały się tylko w nocy, według ustalonej listy. Początkowo zabijano mężczyzn uznanych za zdolnych do stawiania oporu, później także kaleki, kobiety i dzieci. Banderowcy wchodzili do mieszkań i sprawdzali, czy wszyscy mieszkańcy są w domu, następnie ich mordowali. Po zabiciu obecnych osób dom podpalano i czekano, aż z kryjówek wyskoczą ukrywający się. Zdarzały się przypadki torturowania ofiar, np. ukrzyżowano inż. Zarembę. 
Jako podżegającego do mordów a nawet biorącego w nich udział świadkowie wskazują księdza greckokatolickiego Władimira Zakrzewskiego (właściwie Roman Zakrewski - U podnóża Owidiusza, str. 455). Niektórzy Ukraińcy udzielali pomocy Polakom – np. Dmytro Babiuk udzielał schronienia Helenie Łysiak, a Stefan Polek ostrzegł przed napadem rodzinę Jerzego Zielińskiego.
Pod wpływem mordów większość Polaków uciekła z Kut. Z około 1000 polskich mieszkańców w miasteczku pozostało ok. 100 osób. Zginęło około 200 osób, w tym 140 o ustalonej tożsamości.